# Distretto di Maharajganj
Maharajganj è un distretto dell'India di 2 167 041 abitanti. Capoluogo del distretto è Mahrajganj.